# Guvernér (Spojené státy americké)

Aktuální stranická příslušnost guvernérů
Republikáni (27 států, 1 teritorium)
Demokrati (23 států, 4 teritoria, 1 D.C.)

Guvernér (anglicky governor) je hlavou státu a představitelem výkonné moci v každém ze států Spojených států amerických. Je přímo volen občany daného státu, zpravidla na čtyřleté období. V několika státech se jedná o jediného přímo voleného člena moci výkonné. 
Na území hlavního města Washington, D.C. zastává od roku 1973 obdobnou funkci přímo volený starosta, jehož funkční období je čtyřleté (bez omezení počtu funkčních období). Obdobně jako státy, mají na čtyřleté období přímo voleného guvernéra i samosprávná teritoria: Guam (od 1971), Americká Samoa (od 1970), Americké Panenské ostrovy (od 1973) a přidružené státy Portoriko (od 1948) a Severní Mariany (od 1977).

Guvernéři dle pohlaví:
Muži
Ženy

## Pravomoce
Pravomoce guvernérů se liší v každém jednotlivém státu a jsou dané ústavou, zákony a zvyklostmi v daném státu. Za guvernéry s nejširšími pravomocemi jsou tradičně považováni guvernéři Marylandu a New Jersey, kteří mají téměř všechny níže uvedené pravomoce. Naproti tomu guvernéři Texasu a Severní Karolíny jsou uváděni mezi guvernéry s nejslabšími pravomocemi. Texaský guvernér (a obdobně i severokarolínský) je omezen v možnostech jmenovat a odvolávat představitele výkonné moci (důsledek fragmentované výkonné moci se samostatně volenými členy, kromě státního tajemníka jenž je jmenován guvernérem po potvrzení v senátu) a taktéž jmenovat soudce (vyjma případů kdy je dočasně neobsazen volený úřad). Obecně mají slabší pozici spíše guvernéři jižanských států. Severní Karolína byla do roku 1996 posledním státem, ve kterém neměli guvernéři pravomoc vetovat zákony.
Guvernéři většinou disponují těmito formálními pravomocemi:
- schvalování a vetování zákonů vydaných parlamentem. Státy se liší ve většinách potřebných pro přehlasování guvernérova veta. V několika státech stačí pouze většina všech členů,[p 3] třípětinová většina přítomných nebo všech členů.[p 4] Ve většině států je pak nutná dvoutřetinová většina a to buď přítomných nebo všech členů.[p 5] Na Aljašce je pro přehlasování veta nutná dvoutřetinová většina složená z hlasů všech členů státního parlamentu.
  - Package veto – umožňuje guvernérovi vetovat celý zákon, toto veto může být přehlasováno parlamentem, touto pravomocí disponují guvernéři ve všech státech
  - Line Item veto – umožňuje guvernérovi schválit zákon bez příslušné části, takový zákon ale může být přehlasován parlamentem (toto se většinou týká zákonů o rozpočtu), tuto pravomoc mají guvernéři téměř všech států
  - Reduction veto – umožňuje guvernérovi vyškrtnout části rozpočtového zákona, toto veto může být přehlasováno parlamentem
  - Pocket veto – umožňuje guvernérovi nepodepsat zákon, který mu byl přeložen po ukončení zasedání parlamentu a tím ho fakticky vetovat bez toho aniž by ho mohl parlament přehlasovat
  - Amendatory veto – umožňuje guvernérovi doplnit zákon, který mu byl předložen parlamentem, dodatek ovšem podléhá schválení parlamentem
- pozice vrchního velitele Národní gardy daného státu (pokud není federalizována) a státních obranných sil (pokud jsou zřízeny)
- jmenování a odvolání členů státní vlády a dalších úředníků
- jmenování federálních senátorů na uprázdněný mandát v Senátu Spojených států amerických
- jmenování státního Nejvyššího soudu, případně dalších soudců
- svolávání mimořádných zasedání parlamentu
- vyhlašování doplňovacích voleb
- sestavování návrhu státního rozpočtu
- vydávání výkonných nařízení
- podávání parlamentu zprávy o stavu státu
- udělování milostí za státní zločiny
- reprezentace státu navenek

Mezi nejdůležitější pravomoce patří možnost jmenování úředníků, vetování zákonů a navrhování rozpočtu. Sílu pozice každého guvernéra ovlivňují, kromě formálních pravomocí, také tzv. neformální pravomoce jako jsou charakterové vlastnosti osoby vykonávající úřad, kulturní zvyky, možnost dalšího znovuzvolení nebo míra profesionalizace legislativní větve státní moci.

Guvernéři vs. většina ve státních parlamentech: Obojí kontrolované Republikány     Obojí kontrolované Demokraty     Rozdílné strany
Většiny potřebné k přehlasování veta guvernéra: Absolutní většina všech členů     3/5 většina přítomných     3/5 většina všech     2/3 většina přítomných     2/3 většina všech     2/3 většina ze všech členů parlamentu dohromady
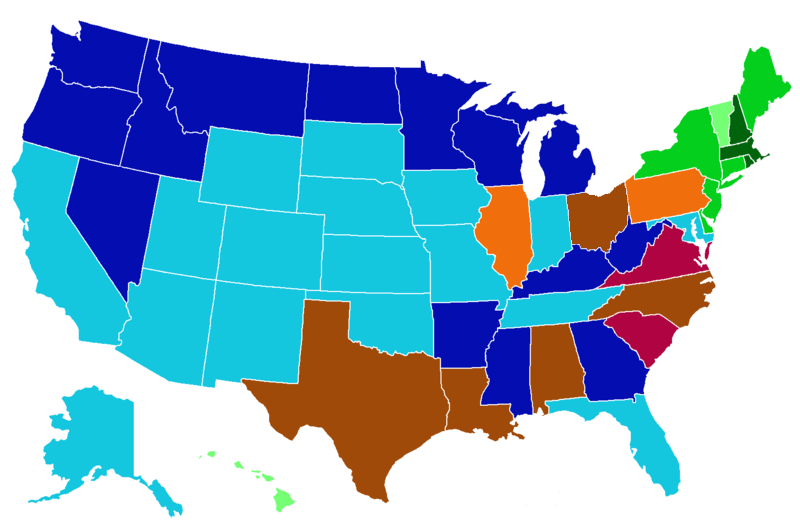
Státy ve kterých mají guvernéři pravomoc jmenovat soudce Nejvyššího soudu Jmenováni guvernérem (na jedno období vč. doživotních)     Jmenováni guvernérem (opakovaně)     Jmenováni guvernérem, jiný orgán potvrzuje na další období     Jmenování guvernérem, následované potvrzovacími (odvolacími) volbami
Obsazení uprázdněných senátních mandátů Senátor jmenován guvernérem do konání celostátních voleb     Senátor ze stejné strany jako jeho předchůdce jmenován guvernérem do konání celostátních voleb     Senátor jmenován guvernérem do konání doplňovacích voleb

## Volby a věkový limit guvernérů

Je nutné být občanem USA pro výkon funkce guvernéra:
ne
ano
ano, musí být občanem daného státu minimálně uvedený počet let

Ve všech státech, kromě Louisiany, se volby guvernérů konají v úterý, následujícím po prvním listopadovém pondělí. Guvernérské primárky v Louisianě se konají třetí nebo čtvrtou říjnovou sobotu. Poté se konají volby guvernéra třetí listopadovou sobotu, pokud nevyšel vítěz již z primárek.
- New Hampshire a Vermont volí guvernéra každý sudý rok.
- Ostatní státy volí guvernéra každé čtyři roky:
  - V sudém roce uprostřed prezidentského období (midterms, 2018, 2022 atd.):
    - Alabama, Aljaška, Arizona, Arkansas, Colorado, Connecticut, Florida, Georgie, Havaj, Idaho, Illinois, Iowa, Jižní Karolína, Jižní Dakota, Kalifornie, Kansas, Maine, Maryland, Massachusetts, Michigan, Minnesota, Nebraska, Nevada, Nové Mexiko, New York, Ohio, Oklahoma, Oregon, Pensylvánie, Rhode Island, Tennessee, Texas, Wisconsin a Wyoming
    - Washington, D.C., Guam, Americké Panenské ostrovy a Severní Mariany

  - V roce volby prezidenta (2020, 2024 atd.):
    - Delaware, Indiana, Missouri, Montana, Severní Karolína, Severní Dakota, Utah, Washington a Západní Virginie
    - Americká Samoa, Portoriko

  - Rok před volbou prezidenta (2019, 2023 atd.):
    - Kentucky, Louisiana a Mississippi

  - Rok po volbě prezidenta (2021, 2025 atd.):
    - New Jersey a Virginie

Minimální věkovou hranici pro výkon funkce guvernéra má většina států stanovenu na 30 let, o rok více je vyžadováno v Oklahomě. Nižší věkový limit 25 let mají nastaveny státy: Arizona, Illinois, Louisiana, Minnesota, Montana a Nevada. 21 let postačuje v Jižní Dakotě a 18 let v Ohiu. Žádný věkový limit nemají stanoven státy Kalifornie, Kansas, Rhode Island, Vermont a Wisconsin. Státy se dále liší v minimálních požadavcích kandidáta na post guvernéra dle:
- délky, po kterou je americkým občanem
- dobu, po kterou má v daném státu trvalý pobyt
- po jak dlouhou dobu musí být registrovaným voličem, atd.

## Omezení počtu funkčních období

Omezení počtu funkčních období guvernérů (2023):
Bez omezení (čtyřletý mandát)
Bez omezení (dvouletý mandát)
Jedno (kandidatura poté možná po 4 letech)
Dvě (kandidatura poté možná po 4 letech)
Dvě (možné 8 let za období 12 let)
Dvě (možné 8 let za období 16 let)
Dvě (absolutní omezení)

38 států a čtveřice teritorií (Severní Mariany, Guam, Americká Samoa, Americké Panenské ostrovy) omezuje ve svých ústavách, popř. zákonech, počet funkčních období, které mohou guvernéři vykonávat. Zbylé státy, stejně tak jako Portoriko a úřad starosty Washingtonu, D.C. nemají omezen počet funkčních období pro hlavy výkonné moci:
- Virginie neumožňuje úřadujícímu guvernérovi kandidovat na přímo následující volební období. Bývalí guvernéři mohou opět kandidovat po čtyřech letech mimo úřad. Tuto úpravu měly původně také státy Mississippi a Kentucky.[7]
- Guvernéři ve státech Alabama, Aljaška, Arizona, Colorado, Jižní Dakota, Florida, Georgie, Havaj, Kansas, Kentucky, Louisiana, Maine, Maryland, Nebraska, New Jersey, Nové Mexiko, Severní Karolína, Jižní Karolína, Ohio, Pensylvánie, Rhode Island, Tennessee, Západní Virginie a teritoriích Americká Samoa, Guam a Americké Panenské ostrovy mohou vykonávat dvě po sobě jdoucí funkční období a poté musí být minimálně 4 roky mimo úřad, aby mohli znovu kandidovat na další období.
- Guvernéři Indiany a Oregonu mohou vykonávat úřad maximálně 8 let během 12 let. Obdobně mohou úřad vykonávat maximálně 8 let během 16 let guvernéři v Montaně a Wyomingu.
- Guvernéři Arkansasu, Kalifornie, Delaware, Michiganu, Mississippi, Missouri, Nevadě, Severní Dakotě, Oklahomy a Severních Marian jsou ve výkonu svého úřadu omezeni stejně jako prezidenti unie, tj. na maximálně dvě funkční období.
- Guvernéři New Hampshire a Vermontu mohou vykonávat neomezený počet dvouletých funkčních období.
- Guvernéři ostatních států a teritorií mohou vykonávat neomezený počet čtyřletých funkčních období. K těmto státům patřil i Utah, ve kterém byl guvernér omezen na tři funkční období, ale toto omezení bylo zrušeno v roce 2003.

## Viceguvernér

Aktuální stranická příslušnost viceguvernérů:
Republikáni
Demokrati
Úřad neexistuje

Všechny státy kromě Arizony, Maine, New Hampshiru, Oregonu a Wyomingu mají úřad viceguvernéra (anglicky lieutenant governor), který zastupuje guvernéra a nahrazuje ho v případě smrti, odvolání, rezignace či zdravotní nezpůsobilostí. V Massachusetts a Západní Virginii viceguvernér nenahrazuje guvernéra, ale pouze převezme výkon jeho pravomocí jako úřadující guvernér. Jedná se o druhý nejvyšší úřad v daném státu po guvernérovi a někteří viceguvernéři často předsedají horním komorám státních parlamentů, obdobě jako viceprezident je formálně předsedou federálního Senátu a stejně tak i oni mohou hlasovat pouze při rovnosti hlasů. Pravomoce a povinnosti viceguvernérů se liší stát od státu. V některých státech může guvernér přenechat výkon části svých pravomocí viceguvernérovi. 
Některé státy a teritoria úřad viceguvernéra zřízený nemají. Na uprázdněný post guvernéra (nebo starosty v D.C.) zde nastupuje:
- Arizona – státní ministr Arizony
- Maine – předseda státního Senátu
- New Hampshire – předseda státního Senátu
- Oregon – státní ministr Oregonu
- Wyoming – státní ministr Wyomingu

- Washington, D.C. – předseda rady Kolumbijského distriktu
- Portoriko – státní ministr Portorika

## Volby viceguvernérů

Metody volby viceguvernérů:
Společná kandidátka
Společná kandidátka, rozdílné primárky
Samostatné volby
Viceguvernér volen senátem
Úřad neexistuje

Viceguvernéři ve státech Arkansas, Delaware, Kalifornie, Michigan, Nevada a Oklahoma mohou stejně jako guvernéři vykonávat pouze dvě funkční období. V Montaně je počet funkčních období viceguvernéra omezen stejně jako u guvernéra a to na maximálně 8 let během 16 let. Na dvě po sobě následující období, po kterých musí být minimálně jedno volební období pauza, jsou viceguvernéři omezeni v Alabamě, Aljašce, Coloradu, Floridě, Havaji, Kansasu, Kentucky, Mississippi, Novém Mexiku, Ohiu, Pensylvánii, Rhode Islandu, Severní Dakotě, Severní a Jižní Karolíně. V ostatních státech nejsou viceguvernéři v tomto ohledu omezeni.
Vztah guvernéra a viceguvernéra se liší stát od státu. Proto existuje více metod pro obsazení postu viceguvernéra:
- V 18 státech jsou guvernér a viceguvernér voleni na společné stranické kandidátce a kandidát na úřad guvernéra si vybírá svého kandidáta na viceguvernéra (stejně jako prezident a viceprezident):
  - Kandidát na guvernéra si spolukandidáta vybírá před primárkami v Illinois, Kansasu, Kentucky, Marylandu, Minnesotě, Severní Dakotě, Ohiu a Utahu.
  - Kandidát na guvernéra si spolukandidáta vybírá po primárkách v Coloradu, na Floridě, Indianě, Iowě, Michiganu, Montaně, Nebrasce, New Jersey, Jižní Karolíně a Jižní Dakotě.
- V 8 státech jsou guvernér a viceguvernér voleni na společné stranické kandidátce, ale každý je vítězem vlastních primárek:
  - Aljaška, Connecticut, Havaj, Massachusetts, Nové Mexiko, New York, Pensylvánie a Wisconsin.
- V 17 státech jsou guvernér a viceguvernér voleni samostatně, což může vést k obsazení obou úřadů členy rozdílných politických stran:
  - Alabama, Arkansas, Kalifornie, Delaware, Georgie, Idaho, Louisiana, Mississippi, Missouri, Nevada, Severní Karolína, Oklahoma, Rhode Island, Texas, Vermont, Virginie a Washington.
- V Tennessee a Západní Virginii se viceguvernérem stává předseda horní komory parlamentu (Senátu), kterého volí ze svých řad Senátoři, což může vést k obsazení úřadu guvernéra a viceguvernéra členy rozdílných politických stran.
  - V Tennessee je viceguvernér a předseda Senátu volen po každých senátních volbách. Pokud je guvernér Tennessee během prvních 18 měsíců svého volebního období nahrazen viceguvernérem, je nutné při nejbližších všeobecných volbách uspořádat volby guvernéra.
  - Západní Virginii viceguvernér nenahrazuje guvernéra, ale pouze převezme výkon jeho pravomocí jako úřadující guvernér. Pokud by měl guvernéra v jeho úřadu nahradit z titulu viceguvernéra předseda Senátu během prvního roku původního funkčního období, je nutné při nejbližších všeobecných volbách uspořádat volby guvernéra.[9]